# ペドロ・ゴンサレス・マルティネス
ペドロ・ゴンサレス・マルティネス（Pedro González Martínez、1968年4月18日 - ）は、スペイン・カスティーリャ・イ・レオン州ビジャルカヨ出身の元サッカー選手。現役時代のポジションはDF。

## 経歴
1987-88シーズン、当時セグンダ・ディビシオンに在籍していたレアル・ブルゴスCFでプロデビュー。プリメーラ・ディビシオンでの初出場は1989年の夏に移籍したCDログロニェスで記録し、翌年にアトレティコ・マドリードへと移籍した。1993-94シーズンのリーグ第9節FCバルセロナ戦では、ロマーリオのハットトリックによって3点を先取されたが、ペドロのフリーキックによる得点もあって4-3で逆転勝利を収めた。このシーズンはディフェンダーながらリーグ戦5得点を挙げた。
1998年1月、現役最後のクラブとなるCFエストレマドゥーラに移籍し、1997-98シーズン終了後に現役を引退した。現役を引退後は、ログローニョで青果店を営んでいる。

## 個人成績
- キャリア通算 - 203試合13得点[1]
  - プリメーラ・ディビシオン - 113試合7得点
  - セグンダ・ディビシオン - 53試合3得点

## タイトル
アトレティコ・マドリード
- コパ・デル・レイ : 2回 (1990-91, 1991-92)